# Pfarrkirche Röthelstein

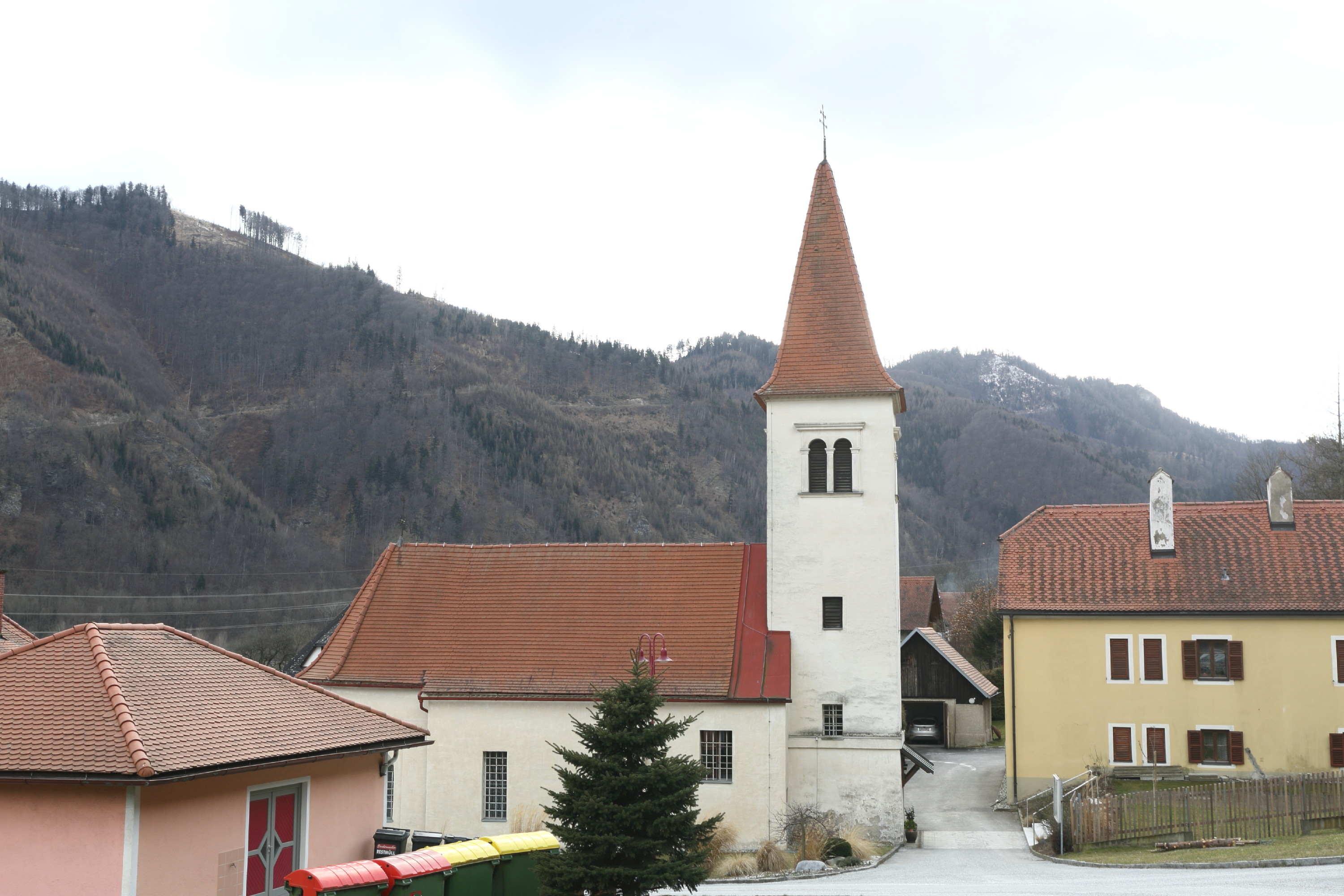
Kath. Pfarrkirche hl. Oswald in Röthelstein

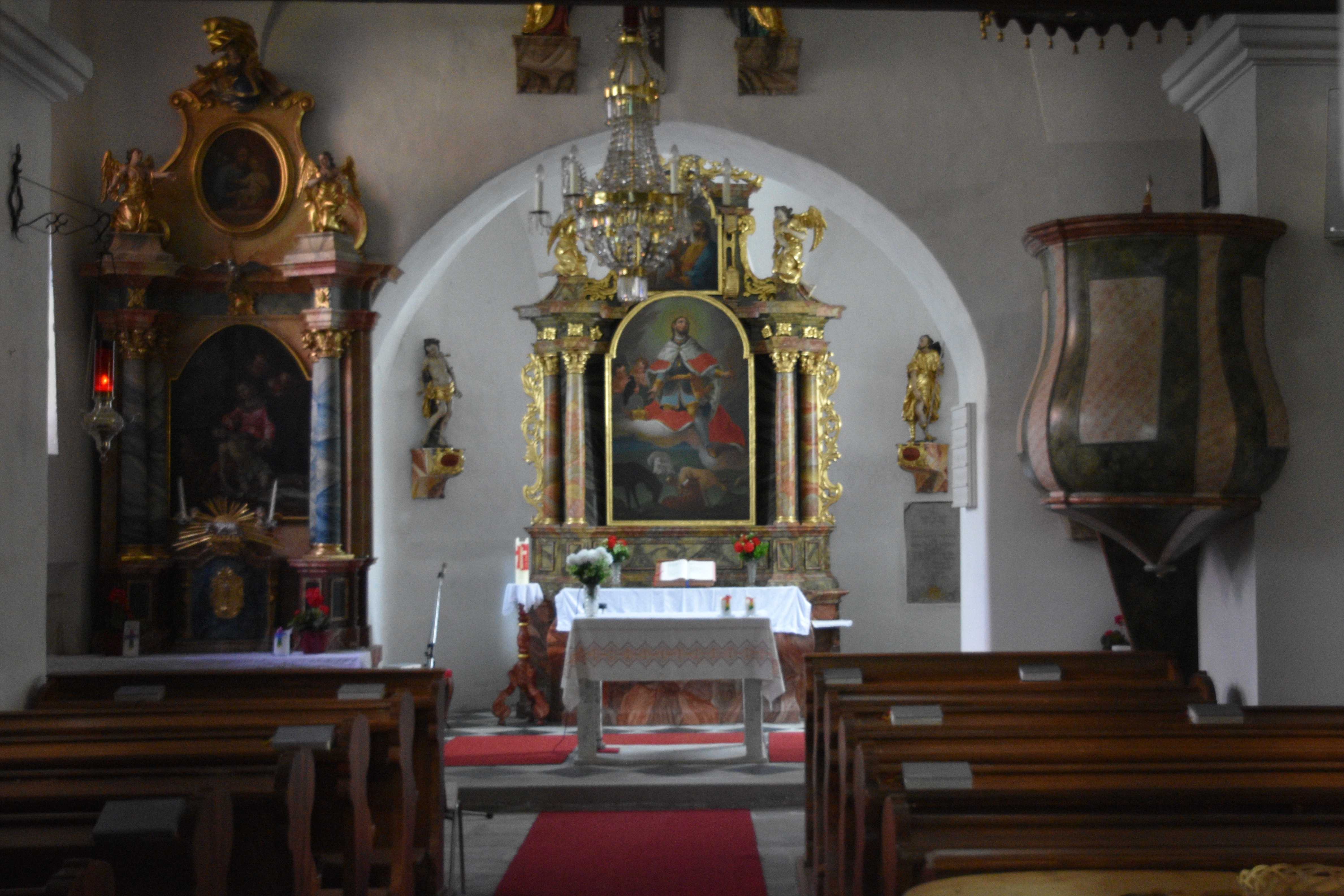
Innenansicht der Pfarrkirche

Die römisch-katholische Pfarrkirche Röthelstein steht im Ort Röthelstein in der Stadtgemeinde Frohnleiten im Bezirk Graz-Umgebung in der Steiermark. Die Pfarrkirche hl. Oswald gehört zum Dekanat Bruck an der Mur in der Diözese Graz-Seckau. Die Kirche steht unter Denkmalschutz.

## Geschichte
Die erste urkundliche Erwähnung der Kirche stammt aus dem Jahr 1469. Sie war damals eine Filialkirche von Adriach. Um 1653 wurde sie als schlichter Kirchenbau beschrieben. Im Jahr 1742 wurde sie zum Vikariat und 1787 zu einer eigenständigen Pfarre erhoben.

## Beschreibung
An den westlichen Teil der Kirche wurde der viergeschoßige Kirchturm mit Spitzhelm und gekuppelten Rundbogenschallfenstern angebaut.
Das dreijochige Langhaus hat eingestellte Wandpfeiler. An das Langhaus schließt der schmälere, einjochige Chor mit Dreiachtelschluss an, der wahrscheinlich aus dem 15. Jahrhundert stammt. Sowohl der Chor als auch das Langhaus werden von einem Kreuzgratgewölbe überwölbt. An das Langhaus schließt eine, um zwei Stufen erhöhte, zweijochige Seitenkapelle an. Östlich der Seitenkapelle befindet sich die Sakristei. Im westlichen Teil des Gebäudes befindet sich die hölzerne Empore. Der Taufstein stammt aus dem letzten Drittel des 18. Jahrhunderts.
Der Hochaltar wurde in der Zeit um 1710 bis 1720 errichtet. Das von Joseph Adam Ritter von Mölk gemalte Altarblatt stammt genauso wie das Oberbild aus dem Jahr 1775. Der Seitenaltar stammt aus dem ersten Viertel des 18. Jahrhunderts und zeigt den reuigen Petrus. Am Fronbogen befinden sich eine barock gestaltete Kreuzgruppe sowie Bildnisse der Heiligen Florian und Johannes Nepomuk. Weiters befinden sich ein 1686 gemaltes Apostelbild sowie ein in der zweiten Hälfte des 17. Jahrhunderts gemaltes Bild der Heiligen Familie in der Kirche. In den Fensterlaibungen findet man Fresken aus dem 15. Jahrhundert. Der gläserne Hängeleuchter stammt aus der ersten Hälfte des 19. Jahrhunderts.